# Matteo Cesa
Matteo Cesa (Limana, 1425 circa – Belluno, 1495 circa) è stato un pittore italiano.
Pittore bellunese, tra i più dotati della seconda metà del 400 e i primi del 500 a Belluno, si forma nella bottega di Simone da Cusighe; In seguito tiene a Belluno una delle più fiorenti botteghe artistiche cittadine.
La sua opera più importante è considerata il polittico di Sargnano, oggi diviso tra raccolte pubbliche e private,.

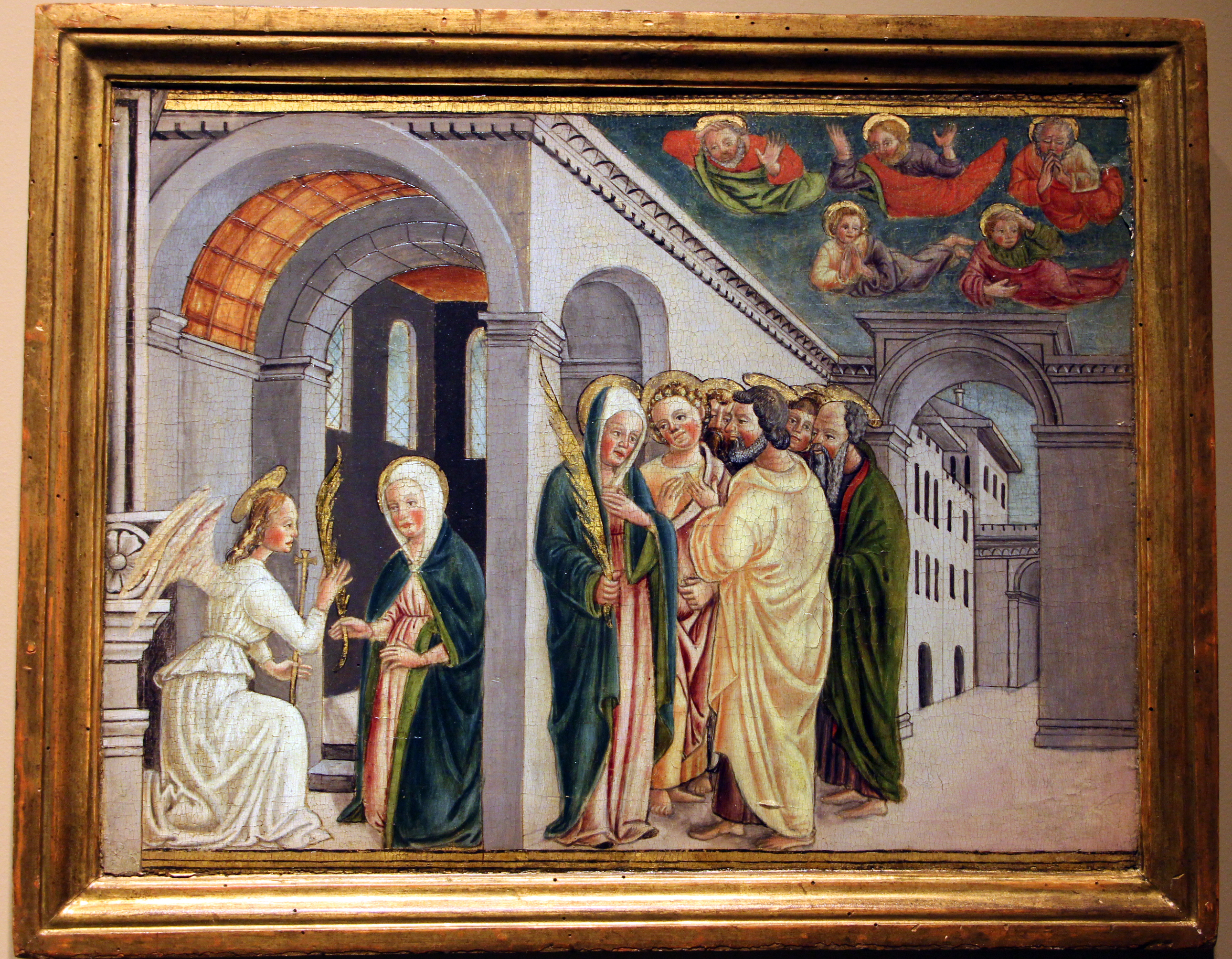
Matteo Cesa, Viaggio verso Betlemme e nascita di Gesù, 1480-1485

## Opere
Le sue opere più celebri sono:
- Trittico della Madonna (Belluno, Museo civico)
- Madonna in trono fra sei santi (Belluno, chiesa di Santo Stefano)
- Madonna in trono con i simboli Evangelici (Berlino, Staatliche Museen)
- Madonna in trono fra i santi Andrea, Apollonia, Caterina, Francesco (Berlino, Staatliche Museen)
- Madonna della Misericordia (Venezia, convento di San Lazzaro degli Armeni)
- Annunciata (Venezia, convento di San Lazzaro degli Armeni)
- Pala Cet (Cet, chiesa di Santa Lucia)